# Szépírók Társasága
A Szépírók Társasága egymás irodalmi munkásságát megbecsülő, hasonló szellemiségű írók szakmai és érdekvédelmi szövetségeként jött létre, budapesti székhellyel.

## Története
A Szépírók Társasága 1997-ben jött létre. A tagság nagy része az 1989-ben létrejött Magyar Írószövetségből kivált írók közül került ki. A változás nagy viharokat váltott ki, mert az új társaság az addigi gyakorlattól eltérő működést vállalt fel. A Társaság az írók érdekvédelmi, képviseleti szerveként is funkcionálni kívánt, amely elősegíti tagjai egzisztenciális gondjainak megoldását is. Első egyesületi elnöke Pályi András volt, aki egy évig vezette a Társaságot. Ezután Dr. Szilágyi Ákos következett szintén egy évig, majd Kukorelly Endre író, aki három éven át töltötte be az elnöki funkciót. 2003-tól a Szépírók Társaságának elnöke Csaplár Vilmos lett, aki előtte 1993-tól a baloldali kötődésű Magyar Demokratikus Charta szóvivője volt. 2012-től az elnök Mészáros Sándor kritikus, szerkesztő, alelnökei Szilágyi Zsófia irodalomtörténész és Kéri Piroska. 2015-ben Gács Anna irodalomtörténészt választották a szervezet elnökévé.
2017-ben 700 ezer forint volt az állami, működési támogatás összege, programtámogatásokra (NKA, Arany János Emlékév, Kortárs Irodalom Éve) pedig további 33,5 millió forintot kaptak. 2018-ban 390 tagja volt a Szépírók Társaságának. 2018. május 14-én a Szépírók Társasága tisztújító közgyűlésén, Szkárosi Endrét József Attila-díjas költőt választották elnökké, Kéri Piroska és Czinki Ferenc pedig alelnök lett. Az elhunyt Kéri Piroska helyére 2020. szeptemberben Józsa Mártát választották meg alelnöknek egyéves időtartamra.
A Társaság 2021 májusában ismét elnök- és alelnökválasztás tartott. A választás eredményeként az új elnökség tagjai: elnök Czinki Ferenc, alelnök Józsa Márta és Babiczky Tibor.

## Hagyományos kulturális rendezvényei

### Őszi Fesztivál
Az Őszi Fesztivált 2003 őszétől, minden év októberében megrendezik a Petőfi Irodalmi Múzeumban.

### A könyv utóélete program
A program a Szépírók Társasága által életre hívott és országszerte, de még a határon túl is szorgalmazott rendezvénysorozat, mely a kortárs irodalom és az olvasóközönség egymásra találását hívatott elősegíteni.

## Díjak

### Szépíró-díj
2001. április 23-án adták át az első díjat, melyet a Szépírók Társasága alapított a kiemelkedő alkotómunkát végző csoportosulások és írók részére. A díjat vers, próza és esszé kategóriában adják ki.
A Szépíró-díj  kuratóriumának tagjai: Báthori Csaba, Szilágyi Zsófia, Tarján Tamás, Bodor Béla (2008-ig), Margócsy István (2008-ig), Szilágyi Ákos (2003-ig), Farkas Zsolt (2005-ig).

### Kéri Piroska-díj
A társaság elnöksége 2020. szeptemberben bejelentette, hogy a szervezet korábbi alelnöke, Kéri Piroska emlékére díjat alapít, melyet évente az irodalomszervezésben kiemelkedő személyek kaphatnak meg.